# Lloyd Doyley
Lloyd Colin Doyley (* 1. Dezember 1982 in Whitechapel) ist ein englisch-jamaikanischer Fußballspieler. Doyley spielt hauptsächlich auf der Position des Rechten Verteidigers, kann bei Bedarf aber auch als Innen- oder Linker Verteidiger eingesetzt werden. Seit 2013 spielt er auch für die jamaikanische Nationalmannschaft.

## Karriere

### Verein
Doyley ist ein Eigengewächs des FC Watford, sein Debüt als Profi gab er am 26. September 2001 bei einem 3:3-Unentschieden gegen Birmingham City. Im Laufe der Saison 2001/02 der zweiten Liga gab der damalige Trainer Gianluca Vialli verschiedenen jungen Talenten die Chance zu spielen, damit diese Erfahrung sammeln können. Doyley profitierte von dieser Förderung und bestritt 22 Spiele. In den folgenden Spielzeiten kam Doyley zunächst noch lediglich zu sporadischen Einsätzen, ändern sollte sich dies in der Saison 2004/05, wo er sich etablieren konnte. Mit Watford erreichte er zudem das Halbfinale des League Cups, wo man jedoch gegen den FC Liverpool ausschied.
In der Saison 2005/06 bestritt Doyley, mittlerweile fester Stammspieler, 44 Partien und damit mehr als jeder andere Feldspieler seiner Mannschaft. Am Ende der Saison erreichte er mit Watford den dritten Tabellenplatz, was die Teilnahme an den Play-offs für die Premier League bedeutete. Bei den Play-offs spielte er im Hin- und Rückspiel gegen Crystal Palace. Crystal Palace konnte besiegt werden, und auch im Finale gegen Leeds United war Doyley im Einsatz. Auch im Finale war der FC Watford siegreich, der Aufstieg in die Premier League wurde perfekt gemacht.
Seine erste Saison in der Premier League verlief sowohl für ihn als auch für seinen Verein unglücklich. Zwar kam Doyley zu 21 Einsätzen, doch stieg Watford als letzter Platz und mit sechs Punkten Abstand zum Nächstplatzierten ab. Bei einer 4:0-Niederlage gegen Manchester City erzielte Doyley ein Eigentor.
Im League Cup 2008/09 leitete er seine Mannschaft als Kapitän bei den Siegen gegen die Bristol Rovers und gegen den FC Darlington.
Aidy Boothroyd, der den FC Watford drei Jahre lang trainierte, bezeichnete Doyley als den „schwarzen Zidane“. Von den Fans hingegen wird er „Lloydinho“ genannt.
Sein erstes Tor als Profifußballer ließ lange auf sich warten: Am 7. Dezember 2009, bei seiner 269. Partie für Watford, erzielte Doyley sein erstes Tor gegen die Queens Park Rangers, das Spiel gewann Watford mit 3:1. Über Doyleys Torflaute scherzten die Fans lange Zeit, Doyley selbst sagte nach dem Spiel, dass er wusste, dass der Moment seines ersten Tores irgendwann einmal kommen würde, doch hätte es dann doch länger gedauert, als er gedacht hätte.
Im Sommer 2012 erhielt Doyley vor einem Vorbereitungsspiel gegen Tottenham Hotspur eine Auszeichnung für sein mittlerweile zehntes Jahr beim FC Watford, das Freundschaftsspiel verlor Watford mit 0:1.
Sein zweites Tor erzielte Doyley am 15. September 2012 gegen die Bolton Wanderers fast drei Jahre nach seinem ersten Treffer. Seinen 350. Einsatz machte er am 8. Februar 2013 bei einem 2:2-Unentschieden gegen Crystal Palace. Während des Ausfalls von Manuel Almunia führte er seine Mannschaft als Kapitän gegen die Wolverhampton Wanderers, datiert am 1. März 2013. Zu seinem 400. Einsatz (in allen Wettbewerben) kam Doyley gegen Hull City am 2. April 2013, als er nach der Verletzung von Fitz Hall eingewechselt wurde.
Am 27. März 2014 verlängerte Doyley seinen Vertrag um ein weiteres Jahr. Nach dem Aufstieg von Watford in der Saison 2014/15 wurde der Vertrag von Doyley nicht verlängert, allerdings wurde ihm gestattet, sein Rehabilitationsprogramm nach einer Nackenverletzung fortzusetzen.

### Nationalmannschaft
Erstmals in die Nationalmannschaft Jamaikas wurde Doyley im März 2013 berufen, sein Debüt gab er am 27. März 2013 bei einer 0:2-Niederlage gegen Costa Rica, er spielte das gesamte Spiel durch.

## Erfolge
- Aufstieg in die Premier League:

Saison 2005/06, Saison 2014/15